# Engelbert Baumeister (Benediktiner)
Engelbert Baumeister OSB (* 16. Oktober 1935 in Scheyern, Oberbayern) ist ein deutscher Benediktiner, emeritierter Abt der Abtei Scheyern und Ehrenbürger der Gemeinde Scheyern.

## Leben
Engelbert Baumeister war ein Sohn des Klosterbraumeisters von Scheyern. Er besuchte das Humanistische Gymnasium des Klosters. Nach seinem Eintritt in die Benediktinerabtei Kloster Scheyern studierte er in Salzburg und Rom. Am 13. September 1955 legte er seine Profess ab. 1974 ernannte ihn Abt Bernhard Lambert zum Prior des Klosters. 1982 wurde er Pfarrer der Klosterpfarrei und 1999 Dekan des Dekanates Scheyern im Erzbistum München und Freising. Nach dem Rücktritt von Abt Lambert 2001 wurde er zu dessen Nachfolger gewählt. Am 14. September 2001 empfing er die Abtbenediktion durch Kardinal Friedrich Wetter. 2005 bot er mit Erreichen des 70. Lebensjahres seinen Rücktritt an. Abtpräses Emmeram Kränkl verpflichtete ihn aber auf Wunsch der Klostergemeinschaft für drei weitere Jahre. Am 1. Mai 2006 eröffnete das Kloster nach 14 Jahren wieder die Brauerei und die Klosterschenke. 2008 trat er als Abt zurück; zum Nachfolger wurde Markus Eller gewählt. Die Gemeinde Scheyern ernannte ihn im Juni 2022 zu ihrem Ehrenbürger.